# Jardim do Mulato
Jardim do Mulato is een gemeente in de Braziliaanse deelstaat Piauí. De gemeente telt 4.318 inwoners (schatting 2009).